# 1796
Năm 1796 (MDCCXCVI) là một năm nhuận bắt đầu vào thứ sáu theo lịch Gregory (hoặc năm nhuận bắt đầu vào thứ ba theo lịch Julius chậm hơn 11 ngày).

## Sự kiện

### Tháng 2
- 9 tháng 2: Vĩnh Diệm kế vị hoàng đế Mãn Thanh niên hiệu Gia Khánh.

## Sinh
- Nguyễn Thị Trường, phong hiệu Thất giai Quý nhân, thứ phi của vua Minh Mạng nhà Nguyễn (m. 1826)

## Mất
- Phúc Khang An, tổng đốc Lưỡng Quảng